# Atopsyche huanucu
Atopsyche huanucu là một loài Trichoptera trong họ Hydrobiosidae. Chúng phân bố ở vùng Tân nhiệt đới.
- Tư liệu liên quan tới Atopsyche huanucu tại Wikimedia Commons